# (7276) Maymie
(7276) Maymie est un astéroïde de la ceinture principale.

## Description
(7276) Maymie est un astéroïde de la ceinture principale. Il fut découvert le 4 septembre 1983 à Harvard par l'observatoire Oak Ridge. Il présente une orbite caractérisée par un demi-grand axe de 2,19 UA, une excentricité de 0,15 et une inclinaison de 5,5° par rapport à l'écliptique.

## Compléments